# União das Freguesias de Antuzede e Vil de Matos
União das Freguesias de Antuzede e Vil de Matos, kurz Antuzede e Vil de Matos, ist eine Gemeinde (Freguesia) im Kreis (Concelho) von Coimbra im mittleren Portugal.
In der Gemeinde leben 3.146 Einwohner auf einer Fläche von 17,63 km² (Stand nach Zahlen von 2011).
Die Gemeinde entstand im Zuge der Gebietsreform in Portugal am 29. September 2013 durch Zusammenlegung der Gemeinden Antuzede und Vil de Matos. Antuzede wurde Sitz der Gemeinde, die ehemalige Gemeindeverwaltung in Vil de Matos blieb als Bürgerbüro weiter bestehen.